# الدعاية بالفعل
الدعاية بالفعل أو الدعاية عبر الفعل (بالإنجليزية: Propaganda by the deed) هو مفهوم سياسي نشأ في أواخر القرن التاسع عشر، ويشير إلى استخدام الأفعال المباشرة، غالبًا العنيفة أو الرمزية، كوسيلة لإيصال رسالة سياسية أو تحفيز الناس على التغيير الاجتماعي والسياسي، بدلاً من الاعتماد فقط على الكلمات أو الخطابات أو المنشورات.

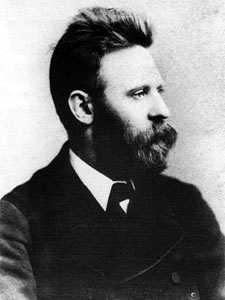
يوهان موست، أحد أبرز المؤيدين للدعاية عبر الفعل في الولايات المتحدة

الدعاية بالفعل هي مصطلح يرتبط بشكل رئيسي بأعمال العنف التي نفذها مؤيدو الفوضوية التمردية في أواخر القرن التاسع عشر وأوائل القرن العشرين والتي شملت تفجيرات واغتيالات استهدفت الدولة والطبقة الحاكمة بروح مناهضة للرأسمالية، بالإضافة إلى إحراق الكنائس التي استهدفت الجماعات الدينية، على الرغم من أن الدعاية بالفعل شملت أيضًا تطبيقات غير عنيفة. كان الهدف من هذه الأعمال هو إشعال "روح الثورة" من خلال إظهار أن الدولة والطبقات الوسطى والعليا والمنظمات الدينية ليست كليّة القدرة، وكذلك لاستفزاز الدولة لتتصرف بقمع متصاعد في ردها. وقد منح المؤتمر الثوري الاجتماعي الذي عقد في لندن عام 1881 هذا التكتيك موافقته.

## التطور الطبيعي
تأسست أسس مفهوم الدعاية عبر الأفعال في أوائل القرن التاسع عشر. عندما بدأ أعضاء الثقافة المضادة الطلابية بالدعوة إلى العمل الثوري. ومن أوائل التطبيقات لهذا المفهوم، المعروف بالإيطالية بـ "propaganda dei fatti"، كان ما طرحه الاشتراكي الإيطالي كارلو بيسكانة عام 1857. رفض بيسكانة "الدعاية عن الفكر"، معتقدًا أن "الأفكار تنبع من الأفعال" وأن "الناس لن يكونوا أحرارًا عندما يتعلمون، بل سيتعلمون عندما يكونون أحرارًا".ورأى بيسكانة أن على جميع مواطني البلد التعاون مع الثورة الاجتماعية؛ وحدد المؤامرات ومحاولات الاغتيال كأمثلة على الطرق التي يمكن للمواطنين من خلالها المساهمة في الثورة الاجتماعية. تم تقنين نظرية الدعاية بالأفعال رسميًا عام 1869 على يد الثوريين الروس ميخائيل باكونين وسيرغي نيشاييف، اللذين فضلا العمل الثوري المباشر والتمردي على "الدعاية العقيمة" التي لا تستند إلى الواقع. في أغسطس 1870، دعا باكونين الثوريين إلى تحويل أفكارهم إلى أفعال، من خلال نشر المبادئ الثورية عبر الأفعال بدلاً من الكلمات. وكان يؤمن بأن الفاعلين الثوريين يجب أن يركزوا على أعمال التدمير، التي اعتبرها تمهيدًا ضروريًا لأي ثورة اجتماعية.

## الوصلات الخارجية
- موقع المرجع الالكتروني المعلوماتي  - الفرق بين دعاية الكلمة ودعاية الفعل